# 杜波伊斯鎮區 (伊利諾伊州華盛頓縣)
杜波伊斯鎮區（英語：DuBois Township）是位於美國伊利諾伊州華盛頓縣的一個行政鎮區。

## 地方資料
根據2010年美國人口普查的數據，杜波伊斯鎮區的面積為95.30平方千米，當中陸地面積為95.20平方千米，而水域面積為0.10平方千米。當地共有人口719人，而人口密度為每平方千米7.54人。